# 爱尔兰共产党 (1921年)
爱尔兰共产党（英語：Socialist Party of Ireland）是爱尔兰历史上的一个小型共产主义政党。该党成立于1904年，当时取名为爱尔兰社会党。1921年10月14日，改名为爱尔兰共产党。随后，加入共产国际。1921年10月，该党声称拥有300名成员，但这一数字迅速下降，到11月底，该党在都柏林只剩下78名成员，在科克只剩下28名成员。1923年9月，爱尔兰劳工领袖詹姆斯·拉金建立爱尔兰工人联盟时，共产国际命令爱尔兰共产党解散，并要求其成员加入爱尔兰工人联盟开展工作。尽管该党领导层表示抗议，但该党最终于1924年解散。